# Soldatgossen (dikt)

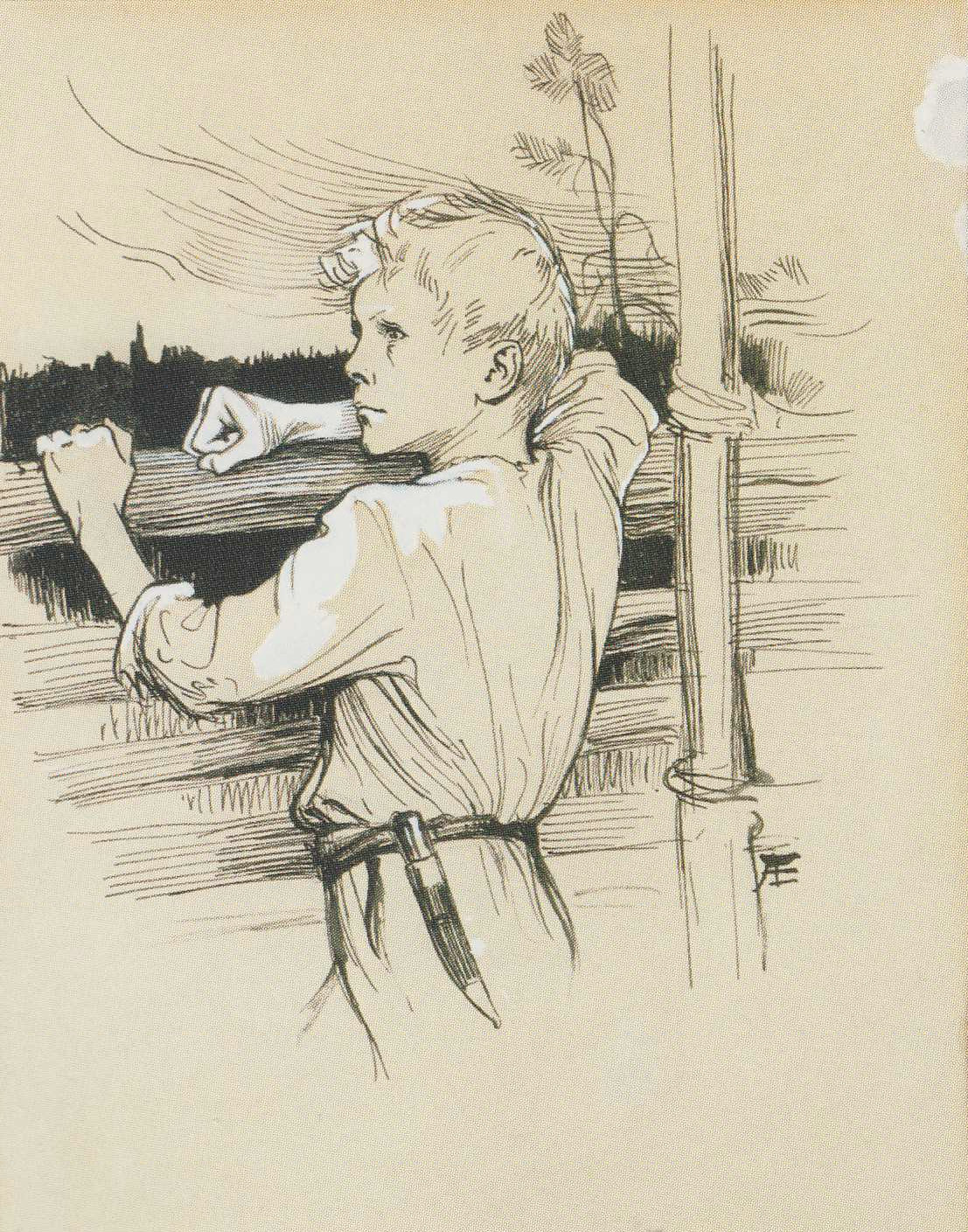
Albert Edelfelts illustration till dikten ”Soldatgossen” (1900).

Soldatgossen är en dikt av Johan Ludvig Runeberg, och den första i andra delen av Fänrik Ståls sägner (1860). Dikten är en av samlingens mest kända och skildrar en ung pojke vars far, farfar och farfars far alla stupat som soldater för kung och fosterland. Berättaren, som är föräldralös och växer upp fattig, drömmer om att själv bli soldat när han fyller femton år.
Dikten har blivit mycket känd, och Fredrik Pacius tonsatte texten som marschmusik, vilket ytterligare ökade dess popularitet. Pacius' marsch har använts som honnörsmarsch inom olika militära förband i Finland, bland annat av Österbottens jägarbataljon(fi) och Soldathemsförbundet. Även konstnären Albert Edelfelt gjorde en berömd illustration av diktens pojke.
Vid utgivningen fick Soldatgossen ett varmt mottagande och blev snabbt populär både i Finland och Sverige. Under senare tid har dikten också diskuterats utifrån teman som barndom, krigets pris och barnsoldater.

Ett känt utdrag ur dikten:
Min fader var en ung soldat, den vackraste man fann,  Vid femton år gevär han tog, vid sjutton var han man.